# Theodor Ahrenberg
Theodor August Ossian Ahrenberg, känd som Teto Ahrenberg, född 2 mars 1912 i Vasa församling i Göteborg, död 21 juni 1989 i Schweiz, var en svensk affärsman och konstsamlare. Hans rika konstsamling innehöll verk av konstnärer som Pablo Picasso, Henri Matisse, Marc Chagall, Le Corbusier, Olle Bærtling, Sam Francis, Mark Tobey, Christo, Lucio Fontana, Tadeusz Kantor, Enrico Baj, Jean Tinguely och Niki de Saint Phalle. Viktiga verk i samlingen var bland annat två versioner av Matisses Apollo (1953), Picassos Femme nue à la chaise à bascule (1956) och Chagalls Les mariés sous le baldaquin (1949).

## Biografi

### De tidiga åren och karriären
Theodor Ahrenberg växte upp i Göteborg och var son till skeppsredaren och Th. Ahrenberg Rederis ägare, Ossian Ahrenberg och Naéma Wijkander, sonson till skeppsredaren Theodor Ahrenberg (den äldre) och dotterson till professor August Wijkander. Familjens hem var beläget på Viktor Rydbergsgatan 14. Efter dåliga skolprestationer togs Ahrenberg ur Göteborgs högre samskola av sin far och började istället att arbeta inom rederibranschen i Stettin, Hamburg och Newcastle. Ahrenberg har senare beskrivit den erfarenheten som en viktig förberedelse inför hans karriär som konstsamlare: ”Man måste vara förutseende, försiktig och modig, allt på en och samma gång, och måste lyckas. Det var charmen med rederibranschen och hos mig stannande den där spekulativa förmågan och lyhördheten kvar, även i den nya värld som jag trädde in i – konstvärlden”. Mellan 1939 och 1940 deltog Ahrenberg i den svenska frivilligkåren i vinterkriget mellan Finland och Sovjetunionen och fick flera utmärkelser.
Efter återkomsten till Göteborg 1941 och dåliga resultat för Th. Ahrenberg Shipping Co. flyttade Ahrenberg till Stockholm för att fortsätta sin karriär där. Han arbetade först med inventering av oljefat för Nynäs Petroleum och fick sedan en högre position vid Handels- och industrikommissionen, innan han slutligen blev försäljningschef för GOKEF, Gas- och koksverkens ekonomiska förening.

### Konstsamlingen påbörjas
På sina många resor i Europa för GOKEF:s räkning från och med slutet av 1940-talet upptäckte Ahrenberg sin passion för modern konst och började bygga upp en blygsam samling, till en början med fokus på grafiska tryck, bland annat av Picasso. Efter en tid hade samlingen växt till en av Europas viktigaste privata samlingar av västerländsk kvalitativ 1900-talskonst.
På tidigt 1950-tal började Agnes Widlund (1910–2005), gallerist och ägare till Galleri Samlaren på Birger Jarlsgatan 1 i Stockholm, introducera Ahrenberg för nya konstnärer. Genom Widlund utvidgas samlingen med verk av Matisse, Chagall, Le Corbusier, Georges Braque och Georges Rouault. Widlund ordnade besök för Ahrenberg hos konstnärerna i deras ateljéer, bland annat hos Picasso, Matisse, Chagall och Le Corbusier, vilket blev starten på Ahrenbergs livslånga föresats att besöka och umgås med de konstnärer vars verk han köpte och köpa konsten direkt av dem.

### Förhållande till det svenska konstetablissemanget
Ahrenberg blev en central personlighet i svenska och europeiska konstkretsar. Han hade uppdrag i ett flertal konstföreningar, bland annat som sekreterare i Tessinsällskapet och styrelseuppdrag i Nationalmuseums Vänner, Moderna Museets Vänner och Aspect. Han engagerade sig för att förbättra förhållandena för studenter och unga konstnärer, vilket kulminerade i ett kontroversiellt tal om välfärdsstatens fattiga konstnärer som han höll vid Aspects offentliga möte på Konstakademien i Stockholm den 3 september 1959. I detta efterlyste han utökat statligt stöd till konstnärer och konstinstitutioner samt kritiserade den dåvarande chefen för Stockholms Nationalmuseum, Carl Nordenfalk (1907–92), för hans svaga insatser på området. Ahrenberg gjorde sig på så vis osams med Sveriges konservativa konstinstitutioner, särskilt i ekonomiskt avseende.

### Ahrenberg Museum av Le Corbusier
Konflikten späddes på i december 1959 när Nordenfalk tackade nej till Ahrenbergs förslag att hans konstsamling skulle deponeras i Nationalmuseum eller någon annan svensk institution. Schismen med konstetablissemanget, i synnerhet konflikten med Nordenfalk, låg bakom Ahrenbergs beslut att bygga ett eget museum i Stockholm med namnet Palais Ahrenberg eller Ahrenberg Museum. 1961 antog Le Corbusier, som var en vän till Ahrenberg, uppgiften att rita byggnaden. Planritningarna presenterades offentligt 1962 men museet uppfördes aldrig. Inspirationen till projektet kom från en idé som Le Corbusier hade ritat två år tidigare till en liknande byggnad i Tokyo. Projektet realiserades till slut 1964 som Heidi Weber Museum i Zürich, även känt som Centre Le Corbusier. En modell av Ahrenberg Museum som bygger på Le Corbusiers originalritningar, står där sedan 2005.

### Förlust av samlingen och flytt till Schweiz
Ahrenberg Museet blev däremot aldrig byggt, då den svenska staten väckte åtal mot Ahrenberg. Under kontroversiella förhållanden konfiskerades konstsamlingen och såldes av i en serie genomdrivna auktioner med början år 1963. Ahrenberg och hans fru Ulla (född Frisell 1931) och deras fyra barn installerade sig därefter i huset Le Rocher i Chexbres norr om Genevesjön, där han började bygga upp sin samling på nytt. Han inrättade en särskild studio i Le Rocher dit han bjöd in en rad konstnärer från efterkrigstidens europeiska avantgarde. De bodde och arbetade där, ofta flera månader i sträck. Ahrenberg dog 1989 vid 77 års ålder i Vevey.

## Konstsamlingarna

### Den första samlingen
Ahrenbergs första samling var på sin tid en av de rikaste privata samlingarna av västerländsk 1900-talskonst och omfattade omkring ettusen verk som representerade ett tvärsnitt genom modernismen.
Ahrenberg införskaffade verk av dels kända och relativt berömda konstnärer, bland annat Henri Matisse (1869–1954), Pablo Picasso (1881–1973), Georges Braque (1882–1963), Marc Chagall (1887–1985), Le Corbusier (1887–1965), Fernand Léger (1881–1955), Alberto Giacometti, (1901–66), Henry Moore (1898–1986) och Mark Tobey (1890–1976), dels andra oetablerade konstnärer. Enligt Ulla Ahrenberg omfattade samlingen som mest hundra konstverk av enbart Picasso och så gott som samtliga av Matisses skulpturer. Ahrenberg gav också sitt helhjärtade stöd till de stundtals kontroversiella samtida konstnärerna i Sverige, bland annat Carl Kylberg, Olle Bærtling, Einar Hylander, Öyvind Fahlström, Richard Mortensen, Robert Jacobsen och Carl Fredrik Reuterswärd. Ett annat intresse var konstnärer från Östeuropa, vars konstnärskap begränsades av den tidens restriktiva politik bakom järnridån, i synnerhet Tadeusz Kantor (1915–90). Ahrenbergs uttalade stöd till dessa konstnärer bidrog ytterligare till konflikten mellan honom och det konservativa konstetablissemanget.
Dagens värde av konstsamlingen har uppskattats till över en miljard euro.

### Den andra samlingen
Ahrenbergs andra samling omfattade främst verk av konstnärer som besökte ateljén i Le Rocher. De var i första hand vänner till honom, till exempel Sam Francis, Christo, Lucio Fontana, Jean Tinguely, Niki de Saint Phalle, Arman, Robert Rauschenberg, Mark Tobey, Enrico Baj, Yaacov Agam och Heinrich Richter. Den andra samlingen står i stark kontrast till den första som var en provkarta över modernismen genom Ahrenbergs urval. Med konstkritikern Folke Edwards ord gav den nya samlingen prov på ”en lekfull, experimentell och personlig karaktär, den är subjektiv och spontan, inte formad av en önskan om att presentera en objektiv eller kvalitativ översikt”. Ahrenbergs andra samling växte med tiden och omfattade till slut omkring sextusen objekt, däribland kuriositeter och experimentella verk som keramik (tallrikar, skålar, spargrisar och askfat) och vinetiketter – alla med originella och excentriska dekorationer signerade de konstnärer som vistades i Le Rocher, bland annat Albert Chubac, Lars Gynning, Gérard ”Imof” Imhof, Julio Zapata, Roberto Crippa och Ricci Riggenbach.
Efter Theodor Ahrenbergs bortgång 1989 har Ulla Ahrenberg fortsatt i sin roll som föreståndare för samlingen. Deras son Staffan Ahrenberg, en framgångsrik Hollywood-producent och företagare, fortsätter i sin pappas fotspår med en egen konstsamling som innehåller samtida amerikansk och europeisk konst med verk av Richard Serra, Robert Longo, Wolfgang Tillmans, Cildo Meireles, Jenny Holzer, Martin Kippenberger och Adrián Villar Rojas. I oktober 2012 återupplivade Staffan Ahrenberg den berömda franska konst- och litteraturtidskriften Cahiers d'art.
I september 2018 utkom den första kompletta monografin om Ahrenbergs liv och samlingar på engelska med titeln Living with Picasso, Matisse and Christo: Theodor Ahernberg and His Collections på Thames & Hudson, London; och på svenska som Ett liv med Matisse, Picasso och Christo – Theodor Ahrenberg och hans samlingar på Arvinius + Orfeus Publishing, Stockholm.

## Familj
Theodor Ahrenberg var gift första gången 1936–1937 med Elwi Galeen (1913–2008), dotter till regissören Henrik Galeen och Elvira Adler samt omgift med Nils Jerlov. Andra gången var han gift 1944–1946 med Birgit Lilian Israelsson (1917–1994). De fick en son: Sven-Gösta (född 1939). Tredje gången var han gift 1946–1955 med Birgit Westerberg (1909–1977), dotter till industrimannen Sten Westerberg och Britta Bernhardt. Fjärde gången gifte han sig 1956 med Ulla Frisell (född 1931), dotter till ingenjören Hjalmar Frisell och Esther Nelson. De fick fyra barn tillsammans.

## Utställningar i urval
- 1954 Nationalmuseum, Stockholm, ”Modern Utländsk Konst ur Svenska Privatsamlingar”
- 1957 Nationalmuseum, Stockholm
- 1957 Skånska konstmuseum, Lund
- 1957 Konsthallen Helsingfors, Helsinki
- 1958 Musée des Beaux-Arts, Liège
- 1959 Kunsthaus Zürich
- 1960 Göteborgs konstförening, Konsthallen, Göteborg
- 1961 Frederiksberg Radhus, Copenhagen
- 1967 Salle communale de Chexbres, ”aspects”
- 1977 Kunstverein für die Rheinlande und Westfalen, Düsseldorf ”Der Sammler Theodor Ahrenberg und das Atelier in Chexbres. 15 Jahre mit Kunst und Künstlern. 1960–1975”
- 1987 Kunsthalle Schirn Frankfurt/Main, ”Le Corbusier secret. Zeichnungen und Collagen aus der Sammlung Ahrenberg” (följt av Musée cantonal des beaux-arts de Lausanne; Nordjyllands Kunstmuseum, Aalborg; Lunds Konsthall, Lund; Museum of Finnish Architecture, Helsinki; Pori Art Museum, Pori och Neue Galerie, Linz)
- 1993 Göteborgs konstmuseum (Göteborg), ”Ahrenberg Collection” (följt av Östergötlands Länsmuseum, Linköping; Museum St. Ingbert, St. Ingbert och Musée Fondation Deutsch, Belmont-sur-Lausanne)
- 1998 Musée des Beaux-Arts de Mons, Belgien, ”Hej Teto! Collection Ahrenberg”
- 1999 Palais Bénédictine (Fécamp, Région Haute-Normandie), ”Collection Ahrenberg 50 ans d’histoire de l’art”

## Publikationer i urval
- Ahrenberg, Theodor, Jag har ju ändå en Picasso. Memoarer av Teto Ahrenberg, utmanaren, konstsamlaren, mecenaten, Ulla * Ahrenberg och Folke Edwards (red.), Wahlström & Widstrand, Stockholm, 1993
- Ahrenberg, Theodor and Ulla: Le Corbusier Secret. Dessins et collages de la collection Ahrenberg, Lausanne, Vevey, 1987
- aspects, 5 ans d’activités à l’atelier du Rocher Chexbres (exh. cat.), Salle communale de Chexbres, 1967
- Billeter, Erika (ed.), Dessins et collages de la collection Ahrenberg, Kunsthalle Schirn, Frankfurt/Main, 1987
- Catalogue of Forty-Nine Bronzes by Matisse. The Property of M. rand Mrs Theodor Ahrenberg of Stockholm, Sotheby & Co., London, 1960
- Collection Ahrenberg. 50 ans d’histoire de l’ar t(exh. cat.), Palais Bénédictine, Fécamp, 1999
- Edwards, Folke, and Lindqvist, Gunnar Ahrenberg Collection (exh. cat.), Göteborgs Konstmuseum, Göteborg och Östergötlands Länsmuseum, Linköping, 1993
- Galérie Denise René, Mes anneés 50, Galérie Denise René, Paris, 1988
- Hering, Karl-Heinz (ed.), Der Sammler Theodor Ahrenberg und das Atelier in Chexbres. 15 Jahre mit Kunst und Künstlern 1960–1975 (exh. cat.), Kunstverein für die Rheinlande und Westfalen, Düsseldorf, 1977
- Hering, Karl-Heinz (ed.), Heinrich Richter. Gemälde, Aquarelle, Zeichnungen 1961–1978 (exh. cat.), Kunstverein für die Rheinlande und Westfalen, Düsseldorf, 1978
- Hering, Karl-Heinz (ed.), Heinrich Richter. Illustrationen zur Blechtrommel von Günter Grass. Zeichnungen zu Les Neuf Muses (Die Mädchen von Chexbres )(exh. cat.), Kunstverein für die Rheinlande und Westfalen, Düsseldorf, 1969
- Hej Teto! Collection Ahrenberg (exh. cat.), Musée des Beaux-Arts de Mons, Belgium, 1998 Paletten, no. 3, 1959
- Richter, Heinrich, Les Neuf Muses, Editions Forces Vives, Paris and Geneva, 1968
- Richter, Tilo: “Dabei sein in der Küche der Kunst. Theodor Ahrenberg im Porträt” Frankfurter Allgemeine Sonntagszeitung, 17 April 2011, sidan 57

## Film
- JP Morgan Friberg (director producer), In the Name of Art. A Portrait of Theodor "Teto" Ahrenberg, Collector and Patron Devoted to Artists and their Art, Göteborgs Konstmuseum, Göteborg och Östergötlands Länsmuseum, Linköping, 1990. Link t
- Törnvall, Claraa (dir.), Konstsamlaren och katastrofen (The Art Collector and the Tragedy), SVT Play, 2017